# 18 січня
18 січня — 18-й день року в григоріанському календарі. До кінця року залишається 347 днів (348 днів — у високосні роки).

## Свята і пам'ятні дні

### Національні
- Таїланд: День королівських збройних сил Таїланду

### Релігійні

#### Західне християнство
- Пам'ять святих Волузіана Турського[en], Дейкола[en], Маргарити Угорської, Приски[en];
- Пам'ять святої Емі Беатріс Кармайкл[en] (Англіканська церква);
- Сповідь Петра[en] (Деякі Англіканські та Лютеранські церкви).

#### Східне християнство[1]
- Пам'ять святителів Атанасія та Кирила;
- Пам'ять преподобного Маркіана Кирського[fr].

## Іменини
✝  Католицькі: Волузіан, Дейкол, Маргарита, Приска.
✙ Православні: Кирило, Маркіян, Атанасій.

## Події

Агітаційна бригада Українського національного об'єднання, лютий 1939

- 1535 — іспанський конкістадор Франсіско Пісарро заснував у Перу нинішнє місто Ліма.
- 1654 — у Переяславі генеральна військова рада, яку скликав гетьман Богдан Хмельницький, вирішила віддати Гетьманщину під протекторат Московського царства зі збереженням прав і вольностей Війська Запорозького.
- 1778 — британський мореплавець Джеймс Кук став першим європейцем, який побачив сучасні Гавайські острови і назвав їх Сандвічевими островами.
- 1788 — у Ботанічній затоці з'явились перші британські поселенці, котрі мали заснувати в Австралії виправні колонії для злочинців.
- 1800 — остаточна поразка французьких монархістів у боротьбі з прибічниками революції («Вандея»).
- 1871 — після закінчення програної французами франко-прусської війни у Версальському палаці проголошено створення Німецької імперії, відомої як Другий Рейх.
- 1886 — у випуск надійшов перший автомобіль.
- 1918 — на зборах студентів Київського університету Святого Володимира та Українського національного університету ухвалено рішення створити Студентський курінь Січових стрільців.
- 1919 — у Версалі розпочалася Паризька мирна конференція, учасники якої схвалили статут Ліги націй.
- 1919 — у Лондоні засновано автомобілебудівну компанію «Бентлі Моторз», що спеціалізувалась на виробництві спортивних і вишуканих автомобілів. 1931 року «Бентлі» придбала компанія «Роллс-Ройс».
- 1919 — польський піаніст Ігнацій Ян Падеревський став прем'єр-міністром Польської Республіки.
- 1926 — на Арбаті в кінотеатрі «Художній» пройшла прем'єра фільму Сергія Ейзенштейна «Броненосець Потьомкін». Фільм постійно включається кінокритиками в десятку найкращих фільмів усіх часів і народів.
- 1934 — британську поліцію спорядили кишеньковими радіоприймачами, якими передавали дані про скоєні злочини. Першим затриманим уже через 15 хвилин після здійснення злочину виявився злодій, що викрав у Брайтоні три пальта.Агітаційна бригада Українського національного об'єднання, лютий 1939
- 1939 — у Хусті з представників українських партій, за винятком комуністів, засновано Українське Національне Об'єднання — політичну організацію закарпатських українців. Головою Об'єднання став Федір Ревай, почесним головою — о. Августин Волошин. 27.01 УНО сформував список кандидатів у посли до Сойму Карпатської України, які за підсумками виборів усі були обрані, здобувши 92,4 % голосів. З окупацією Закарпатської України Угорщиною УНО припинило діяльність.
- 1944 — на Волині відбулися перші серйозні сутички Української повстанської армії з військами НКВС.
- 1963 — засновано футбольний клуб «Карпати» (Львів).
- 1964 — американські лікарі закликали конгрес зобов'язати сигаретні компанії розміщувати на пачках попередження про небезпеку паління для здоров'я.
- 1964 — «Бітлз» уперше потрапили в американський хіт-парад з піснею «I want to hold your hand», що зайняла 45-е місце. Через два тижні вона вже очолювала список найпопулярніших пісень.
- 1980 — альбом «The Wall» гурту «Pink Floyd» очолив чарт «Біллборд». Цей альбом став однією з найвідоміших робіт групи.
- 1995 — під час землетрусу силою 7,2 бала, що стався у місті Кобе (Японія), загинуло шість із половиною тисяч осіб.
- 1996 — на носії нового типу — DVD — вийшло перше програмне забезпечення. Компанія «Digital Directory Assistance» оголосила, що нову версію її електронного телефонного довідника «PhoneDisc PowerFinder USA ONE» буде випущено на новому носії інформації — Digital Video Disc (DVD). Дані, що раніше займали 6 дисків CD-ROM, помістились на одному диску DVD.
- 1997 — норвежець Берґ Усланд закінчив свій одиночний перехід через Антарктиду, котрий стартував 15 листопада 1996 року.
- 2010 — вибухнули кисневі балони на 4-му поверсі лікарні № 7 міста Луганська (відділення кардіології). У підсумку  — 16 загиблих.
- 2023 — катастрофа гелікоптера ДСНС в Броварах. 14 загиблих,  з них одна дитина та 9 осіб, що знаходились на борту гвинтокрила. Серед них було керівництво МВС України: міністр Денис Монастирський, його заступник Євгеній Єнін та державний секретар МВС Юрій Лубкович. 25 потерпілих потрапили в лікарню.

## Народились

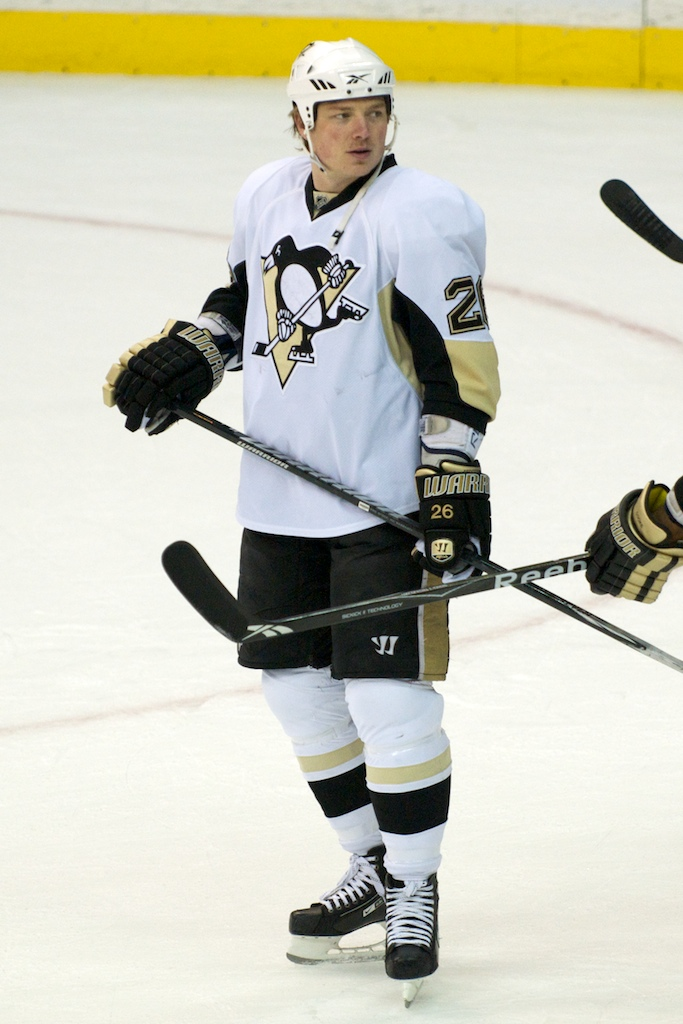
Руслан Федотенко

Дивись також Категорія:Народились 18 січня
- 1672 — Антуан Гудар де Ламотт, французький поет, драматург, лібретист, критик.
- 1689 — Шарль Луї де Монтеск'є, французький філософ, письменник.
- 1815 — Воррен Де ла Рю, британський астроном
- 1834 — Володимир Антонович, український історик, археолог, етнограф (†1908).
- 1841 — Еммануель Шабріє, французький композитор романтичного напрямку, творчість якого вплинула на таких композиторів, як Дебюссі, Равель, Стравінський, Пуленк, Ріхард Штраус, композиторів групи «Французька шістка».
- 1864 — Іван Їжакевич, видатний український живописець, письменник і графік; художній керівник рисувальної школи в Києво-Печерській лаврі, розписав Свято-Покровську церкву у Покровському монастирі, Церкву Всіх Святих і Храм преподобних Антонія та Феодосія Печерських Києво-Печерської лаври.
- 1866 — Григорій Давидовський, видатний хормейстер, композитор, педагог українського походження. Його знаменита хорова сюїта «Бандура» отримала світове визнання, виконувалась та друкувалась у США та країнах Західної Європи.
- 1867 — Рубен Даріо, нікарагуанський поет.
- 1869 — Іван Труш, український живописець-імпресіоніст, майстер пейзажу і портретист, мистецький критик і організатор мистецького життя в Галичині.
- 1882 — Алан Александр Мілн, англійський письменник, батько Вінні Пуха
- 1882 — Олександра Екстер, видатна українська художниця-авангардистка (кубофутуризм, супрематизм, конструктивізм).
- 1884 — Антуан Певзнер, французький скульптор, закінчив Київське художнє училище (1902—1909). Старший брат одного з лідерів світового художнього авангарду американського скульптора Наума Габо.
- 1904 — Кері Грант, американський актор.
- 1913 — Денні Кей, американський актор.
- 1925 — Жиль Делез, французький філософ.
- 1928 — Францішек Печка, польський актор театру та кіно.
- 1930 — Марія де Лурдеш Пінтасілгу, португальський інженер-хімік і політичний діяч.
- 1933 — Рей Долбі, винахідник першого реально працюючого відеомагнітофона.
- 1947 — Такесі Кітано, японський актор, режисер і сценарист.
- 1955 — Кевін Костнер, американський актор («Послання в пляшці», «Охоронець», «Джон Ф. Кеннеді. Постріли в Далласі»), режисер і продюсер, лауреат премії «Оскар» («Той, що танцює з вовками»).
- 1962 — Тамара Гвердцителі, грузинська співачка.
- 1968 — Віктор Мороз, український футболіст і тренер.
- 1971 — Хосеп Гвардіола, іспанський футболіст і тренер.
- 1979 — Браєн Джіонта, американський хокеїст.
- 1979 — Руслан Федотенко, український хокеїст, дворазовий володар Кубка Стенлі.
- 1982 — Катерина Кухар, українська артистка балету, прима-балерина.
- 1986 — Валентина і Віта Семеренко, українські біатлоністки, олімпійські чемпіонки.
- 2001 — Томас Раджі, гітарист італійського рок-гурту «Måneskin».

## Померли
Дивись також Категорія:Померли 18 січня
- 1213 — Тамара, цариця Грузії
- 1547 — П'єтро Бембо, італійський гуманіст, поет, літературний теоретик, кардинал.
- 1743 — Мікеле Марієскі, венеціанський художник XVIII століття.
- 1862 — Джон Тайлер, американський політичний діяч, 10-й президент США (1841—1845)
- 1936 — Редьярд Кіплінг, перший англійський письменник, удостоєний Нобелівської премії (1907).
- 1944 — Микола Самокиш, український художник-баталіст, майстер анімалістичного жанру і графік, академік.
- 1956 — Костянтин Пятс, єдиний Президент міжвоєнної Естонії.
- 1966 — Гнат Юра, український театральний режисер, актор театру і кіно.
- 1987 — Ренато Гуттузо, італійський живописець і графік
- 2000 — Віктор Іконник, хоровий диригент, керівник Київського камерного хору імені Б. Лятошинського.
- 2012 — Валентин Трояновський, футболіст, чемпіон СРСР у складі «Динамо» (Київ) 1961 року.
- 2016 — Гленн Фрай, американський музикант та співак. Засновник та співавтор багатьох пісень гурту «Eagles».
- 2021 — Жан-П'єр Бакрі, французький актор, сценарист.
- 2023 — Денис Монастирський, Міністр внутрішніх справ України.
  - Мирослав Симчич, український військовий та громадський діяч, сотенний УПА, політв'язень, який 32 роки провів у радянських концтаборах[2].